# M/S Sankt Ibb (1935)
M/S Sankt Ibb var en dansk passagerarfärja som körde rutten mellan Köpenhamn, Helsingborg och Mölle från 1935 och periodvis Malmö och Landskrona från den danska huvudstaden och körde även ibland turer på Bellevue strand och Klampenborg. Såldes 1962 för trafik Stockholm och Mariehamn och mot slutet av 1960-talet ytterligare olika rutter på Sveriges ostkust innan hon såldes 1970 till Italien för trafik i Neapelbukten. Togs ur trafik 2000, såldes för renovering runt 2004 men förliste 2008.

## Historik
Fartyget levererades 9 maj 1935 och sattes i trafik på Öresund för Dampskibsselskabet Øresund, var rederiets första motorfartyg och körde mest rutten Köpenhamn - Helsingborg - Mölle fram till 1940 då fartyget lades upp på grund av Tysklands invasion av Danmark. Efter andra världskrigets återupptogs trafiken och 1947 och framåt trafikerades Malmö under några år för att sedan återgå till sin gamla rutt till Helsingborg och Mölle vilket pågick fram till 1962.
Därefter såldes fartyget till Åbo och körde sedan under finsk flagg mellan Stockholm och Mariehamn fram till 1968. Såldes sedan till Sverige, byggdes om och fick bland annat ramp i aktern för att ta fordon, och bytte ägare några gånger, då man trafikerade Oskarshamn-Byxelkrok 1968-1969 samt Kalmar-Borgholm 1969-1970 och såldes sedan till Italien. Trafikerade Napoli-Procida-Ischia och bytte ägare igen innan hon blev upplagd på Sicilien runt 2000.
Såldes för skrotning i oktober 2003 men räddades av en förening som ville renovera skeppet och bogserades till Fiumicino, men sjönk 2008 i floden Tibern på grunt vatten. Räddningsförsök gjordes men fartyget sjönk igen och lade sig nu på barbord slagsida, blev för dyrt att bärga i förhållande till skrotvärdet, och höggs därför upp på plats några år senare.

## Bildgalleri

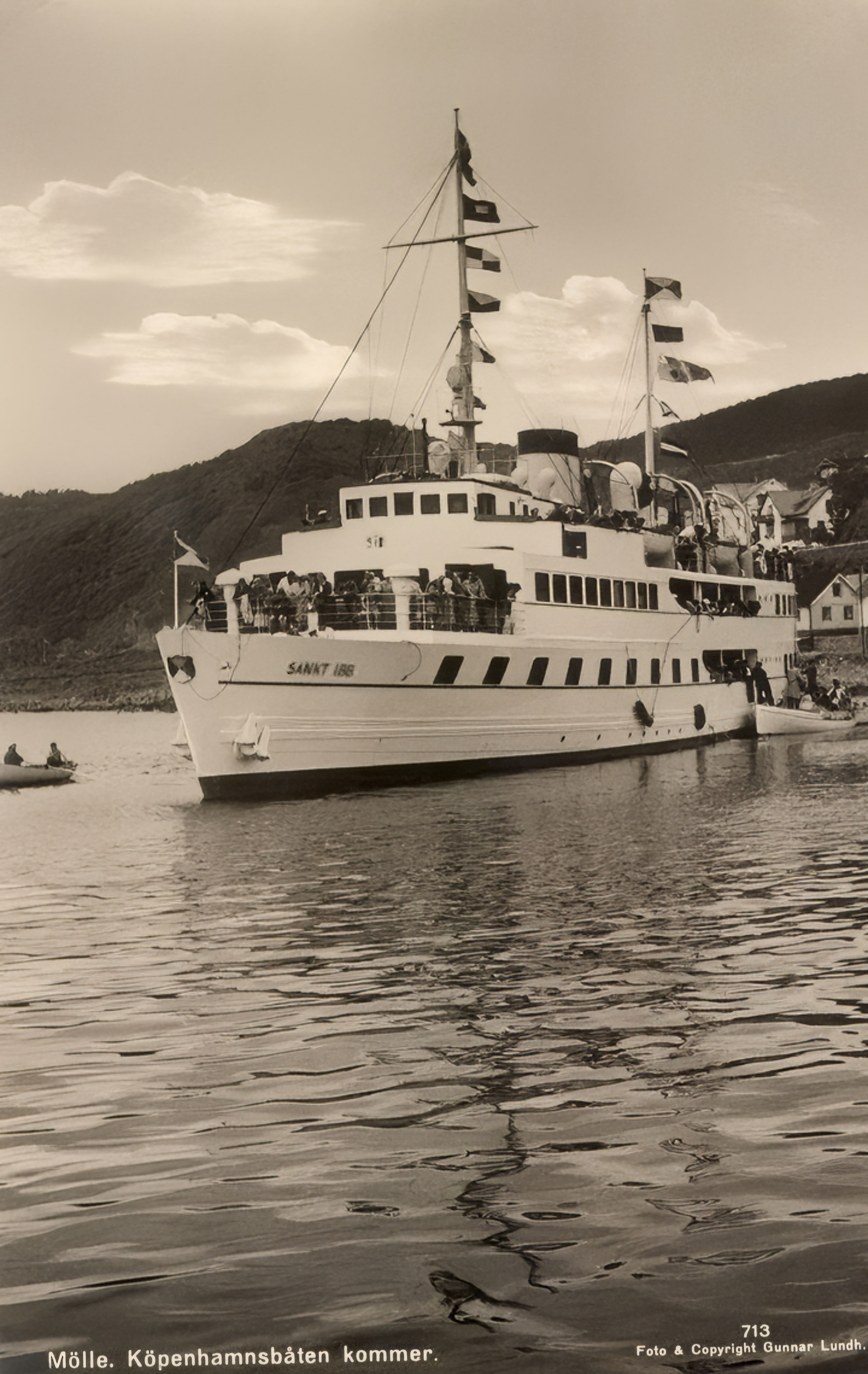
Sankt Ibb i Mölle vid Kullen
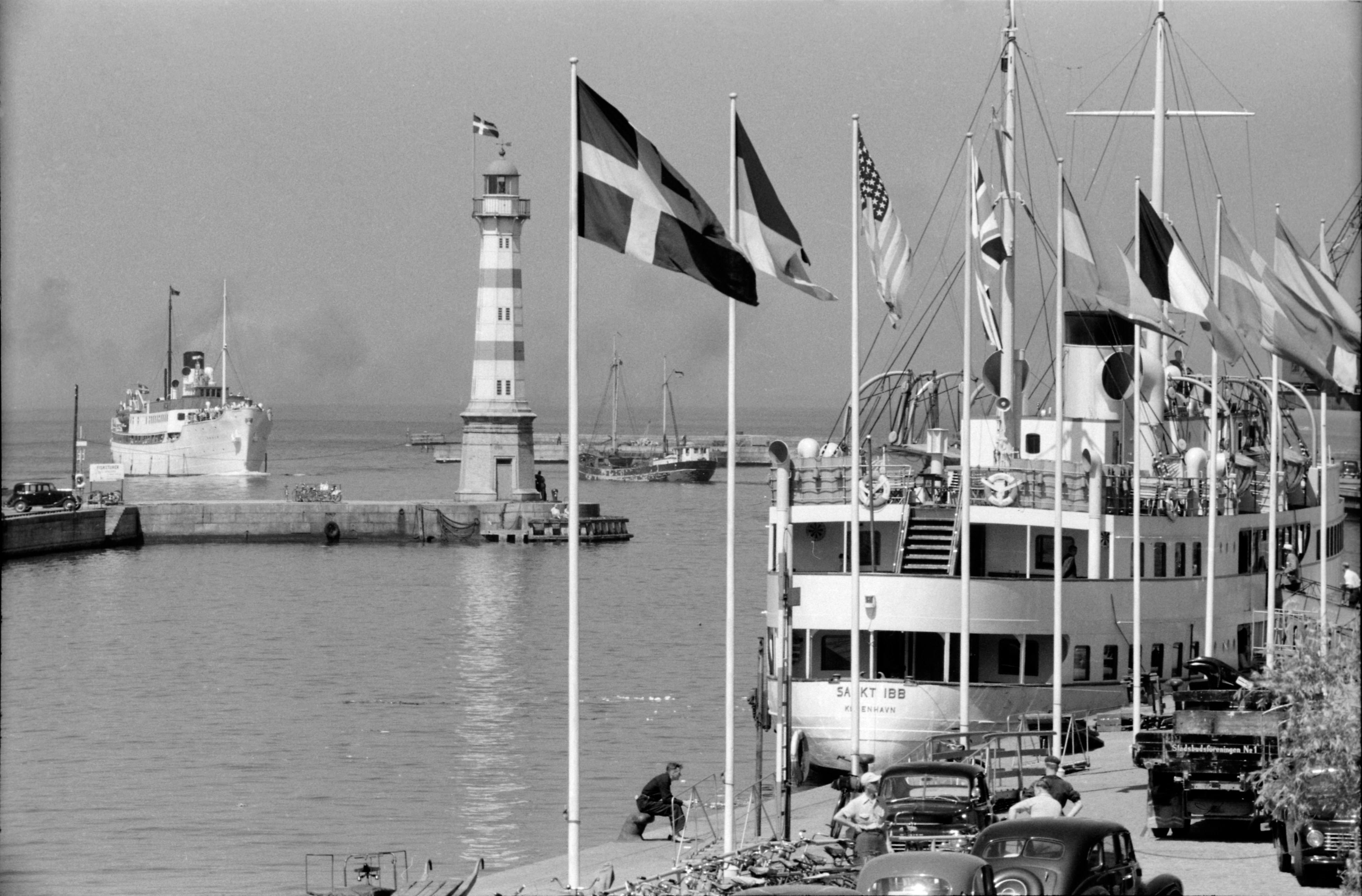
Sankt ibb vid kaj och Örnen i inloppet Malmö hamn 1956
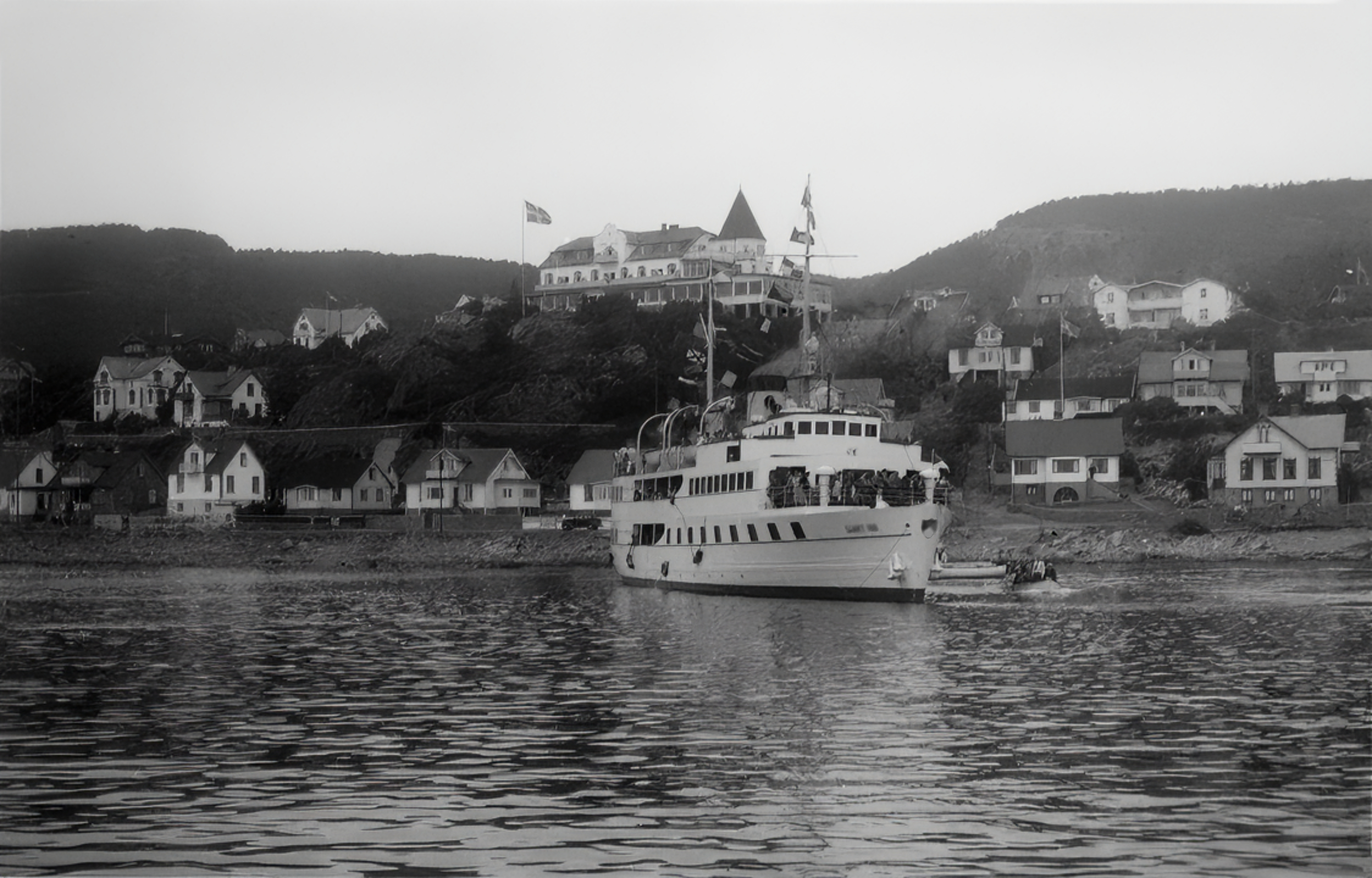
Mölle och Sankt Ibb 1947
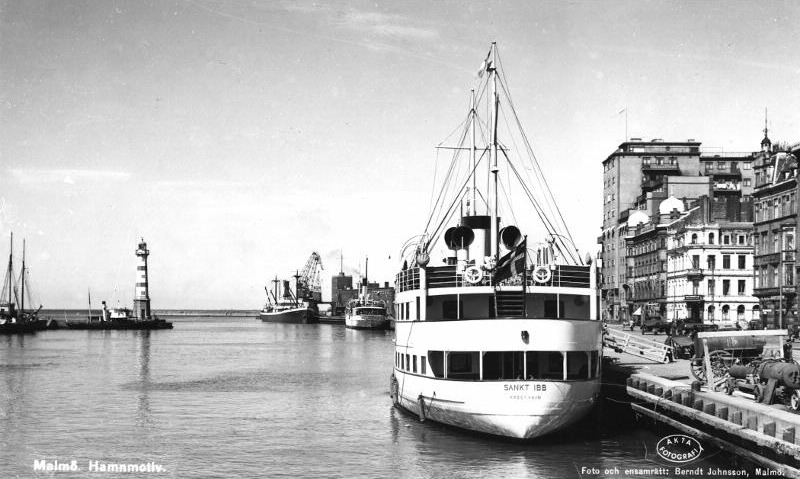
Malmö hamn med Sankt Ibb